# Címsor (böngészőelem)
A webböngészőkben a címsor vagy címsáv (address bar, location bar, URL bar) a böngésző ablakának az a része (vezérlőeleme vagy controlja), ami az aktuálisan mutatott weboldal URL-jét mutatja, illetve lehetővé teszi a betöltendő URL begépelését. A legtöbb böngészőben működik az automatikus kiegészítés a cím beírása közben – ez általában a böngészési előzmények alapján történik.

## Jellemzők
- A favicont (a weboldalra jellemző apró kép) használó weboldalaknál a címsorban is látható az apró ikon (illetve a Google Chrome esetében ez a böngészőfülre került).
- Egyes böngészők a címsoron jelzik az oldal biztonságának állapotát. Különböző színek és ikonok jelzik, hogy az oldal titkosított-e SSL-lel, és mennyire megbízható a vele való kommunikáció.
- Az Opera címsora egyben folyamatjelző sávként (progress bar) is szolgál, azaz mutatja, mennyi töltődött be már az oldalból. Ezt a funkciót először a Safari vezette be, de annak az új verzióiban már kikapcsolták.
- Egyes böngészők kijelzik itt, hogy van-e az oldalon webes hírfolyam (Atom/RSS), amire fel lehet iratkozni. Általában ezt az RSS-ikonnal „” jelzik.
- A Mozilla Firefox egy kiegészítővel képes univerzális szerkesztőgombot „” megjeleníteni, ha az oldalon szerkeszthető tartalom van, mint pl. wikik esetében.
- Az Opera böngésző egyben egy widget engine, lehetőséget nyújt a weboldalak készítőinek hogy terjesszék widgetjeiket egy extra ikonnal: „”.
- A Google Chrome-ban a címsor (az „Omnibox”) keresőmezőként is használatos, ami már az URL vagy keresés begépelése közben folyamatosan, inkrementálisan keres a Google Suggest keresőmotorját felhasználva. Firefox alá egy kiegészítővel elérhető ez a funkció.[1]

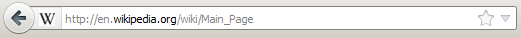
A Firefox címsora a Wikipedia oldalán

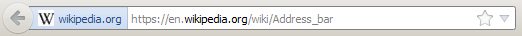
A Firefox címsora a Biztonságos Wikipedia oldalon

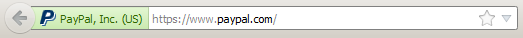
A Firefox címsora a Paypal oldalán, ami Extended Validation Certificate-et használ

Példa címsorra:

## Fordítás
- Ez a szócikk részben vagy egészben az Address bar című angol Wikipédia-szócikk ezen változatának fordításán alapul.  Az eredeti cikk szerkesztőit annak laptörténete sorolja fel. Ez a jelzés csupán a megfogalmazás eredetét és a szerzői jogokat jelzi, nem szolgál a cikkben szereplő információk forrásmegjelöléseként.

## Külső hivatkozások
- Address bar (angolul)